# تادینگتون
تادینگتون (به انگلیسی: Taddington) یک روستا و محله مدنی در بریتانیا است که در Derbyshire Dales واقع شده‌است. تادینگتون ۴۵۷ نفر جمعیت دارد.